# Keith Waldrop

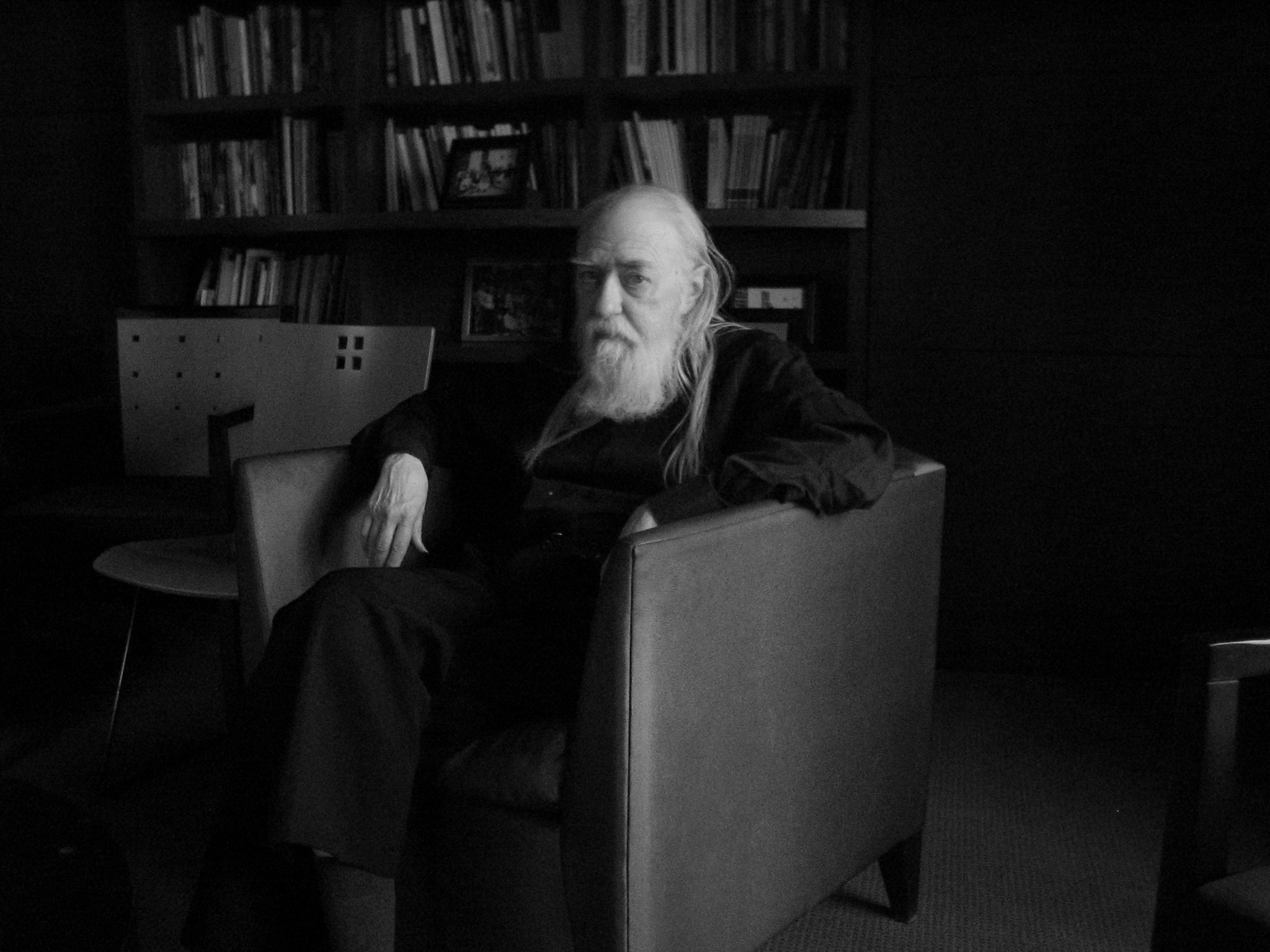
Keith Waldrop in der Brown University, Rhode Island (April 2010).

Bernard Keith Waldrop (* 11. Dezember 1932 in Emporia, Kansas; † 27. Juli 2023 in Providence, Rhode Island) war ein US-amerikanischer Dichter, Schriftsteller, Übersetzer und Hochschullehrer. Neben eigener Prosa und Poesie  übersetzte er zahlreiche Werke von Claude Royet-Journoud, Anne-Marie Albiach, Edmond Jabès, Charles Baudelaire und anderen.

## Leben
1954 lernte er in Kitzingen, wo er als Soldat stationiert war, bei einem Konzert des örtlichen Jugendorchesters seine spätere Frau Rosmarie Sebald kennen. Rosmarie und er freundeten sich an und übersetzten in den nächsten Monaten gemeinsam deutsche Poesie ins Englische. Er ging zurück in die USA und begann ein Studium. Von 1956 bis 1957 studierte er auf Grundlage der G. I. Bill an der französischen Universität Aix-Marseille, wohin auch Rosmarie wechselte. Ende 1957 kehrte er an die University of Michigan zurück. Vom Preisgeld des 1958 gewonnenen Major Hopwood Prize konnte Rosmarie ihre Reise in die Vereinigten Staaten zahlen. Das Paar heiratete, und auch Rosmarie begann an der University of Michigan zu studieren.
Waldrop erwarb 1964 an der University of Michigan einen Ph.D. in vergleichender Literaturwissenschaft. Vier Jahre später begann er, an der Brown University in Providence, Rhode Island zu lehren.
Bereits 1961 hatten die Waldrops eine gebrauchte Druckerpresse erworben und mit der Veröffentlichung des Burning Deck Magazine begonnen. Dies war der Anfang von Burning Deck, das einer der einflussreichsten Kleinverlage für innovative Poesie in den Vereinigten Staaten werden sollte.
Er starb am 27. Juli 2023 im Alter von 90 Jahren.

## Auszeichnungen
- 1958: Major Hopwood Prize
- Chevalier des Arts et des Lettres, Frankreich[3]
- 2009: National Book Award for Poetry für Transcendental Studies: A Trilogy
- 2014: Nominierung seiner Übersetzung aus dem Französischen von Claude Royet-Journouds Four Elemental Bodies für den Best Translated Book Award[4]

## Werke

### Poesie
- A Windmill Near Calvary (University of Michigan Press, 1968)
- The Garden of Effort (Burning Deck, 1975)
- Shipwreck In Haven (Awede, 1989)
- The Opposite of Letting the Mind Wander (Lost Roads, 1990)
- The Locality Principle (Avec, 1995)
- Analogies of Escape (Burning Deck, 1997)
- The Silhouette of the Bridge (Memory Stand-Ins) (Avec, 1997)
- Stone Angels (Instress, 1997)
- Well Well Reality (Collaborations with Rosmarie Waldrop) (The Post-Apollo Press, 1998)
- Haunt (Instance, 2000)
- Semiramis If I Remember (Avec, 2001)
- The House Seen from Nowhere (Litmus Press, 2003)
- The Real Subject: queries and Conjectures of Jacob Delafon, with Sample Poems (Omnidawn Publishing, 2005)
- Several Gravities (Siglio, 2009)
- Transcendental Studies: A Trilogy (University of California Press, 2009)
- The Space of Half an Hour  (Burning Deck, 1983)
- The Not Forever [Inventions]  (Omnidawn, 2013)
- Selected Poems (Omnidawn, 2016)

### Prosa
- Hegel’s Family (Station Hill, 1989)
- Light While There is Light (Sun & Moon, 1993)

### Visual Art
- Several Gravities (Siglio Press, 2009)

### Übersetzungen
- The Flowers of Evil von Charles Baudelaire (Wesleyan, 2006)
- Figured Image von Anne-Marie Albiach (The Post-Apollo Press, 2006)
- gemeinsam mit Rosmarie Waldrop: The Form of a City Changes Faster, Alas, Than the Human Heart von Jacques Roubaud (Dalkey Archive, 2006)
- Theory of Prepositions von Claude Royet-Journoud (Fence, 2006)
- mit Patricia Erbelding: L’état des métamorphoses von  Tita Reut (Art inprogress, 2005)
- mit Forrest Gander: Another Kind of Tenderness von Xue Di (Litmus, 2004)
- Close Quote von Marie Borel (Burning Deck, 2003)
- Mental Ground von  Esther Tellermann (Burning Deck, 2002)
- The Selected Poems of Edmond Jabes (Station Hill Press, 1988)

### Vertonungen
- Stone Angels (1997) wurde von der norwegischen Band Ulver 2011 vertont auf dem Album Wars of the Roses veröffentlicht.

### Werke auf Deutsch
- Gravitationen 1. Ausgewählte Gedichte (1968–1997). Herausgegeben von David Frühauf und Jan Kuhlbrodt. Übersetzt von David Frühauf. gutleut Verlag [= reihe staben, Band 11], Frankfurt am Main 2017. ISBN 978-3-936826-18-0
- Gravitationen 2. Ausgewählte Gedichte (2000–2009). Herausgegeben von David Frühauf und Jan Kuhlbrodt. Diverse Übersetzer. gutleut [= reihe staben, Band 12], Frankfurt am Main 2018. ISBN 978-3-936826-19-7
- 120 poems [= Gravitationen 1 + 2]. Herausgegeben von David Frühauf und Jan Kuhlbrodt. gutleut [=  reihe sonderausgaben, Bd. 8], Frankfurt am Main 2022. ISBN 978-3-948107-43-7
- Das Prinzip der Lokalität. Gedichte. Herausgegeben von Alexander Kappe, Jan Kuhlbrodt und Michael Wagener, übersetzt von Alexander Kappe und Michael Wagener. gutleut [= reihe staben, Bd. 23], Frankfurt am Main 2023. ISBN 978-3-948107-60-4
- Der Umriss der Brücke. Behelfserinnerungen. Herausgegeben von Alexander Kappe, Jan Kuhlbrodt und Michael Wagener, übersetzt von Jan Kuhlbrodt. gutleut [= reihe staben, Bd. 24], Frankfurt am Main 2023. ISBN 978-3-948107-61-1
- Semiramis soweit ich erinnere. Selbstportrait als Maske. Herausgegeben von Alexander Kappe, Jan Kuhlbrodt und Michael Wagener, übersetzt von Michael Wagener. gutleut [= reihe staben, Bd. 25], Frankfurt am Main 2023. ISBN 978-3-948107-62-8
- Die Trilogie. Herausgegeben und übersetzt von Alexander Kappe, Jan Kuhlbrodt und Michael Wagener. gutleut [=  reihe sonderausgaben, Bd. 11], Frankfurt am Main 2023. ISBN 978-3-948107-63-5